# Sanjō (imperatore del Giappone)
Sanjō (三条天皇, Sanjō-tennō; 5 febbraio 976 – 5 giugno 1017) è stato il 67º imperatore del Giappone secondo il tradizionale ordine di successione.

## Biografia
Il suo regno ebbe inizio nel 1011  terminando poi nel 1016.
Il suo nome personale era Okisada-shinnō (居貞親王?, Okisada-shinnō). Era conosciuto anche con altri nomi quali Iyasada-shinnō e Sukesada-shinnō.
Dalla consorte, l'imperatrice Fujiwara no Seishi (藤原娍子) (972-1025), prima figlia di Fujiwara no Naritoki (藤原済時) ebbe:
- Atsuakira (敦明親王) (994-1051), in seguito diventerà l'imperatore Go-Ichijō
- Atsunori (敦儀親王) (997-1054)
- Atsuhira (敦平親王) (999-1049)
- Tōshi  (当子内親王) (1001-1023)
- Shishi  (禔子内親王) (1003-1048), la sposa di Fujiwara no Norimichi (藤原教通)
- Moroakira (師明親王) (1005-1085)